# Aegolipton dvoraceki
Aegolipton dvoraceki es una especie de escarabajo longicornio perteneciente al género Aegolipton, categorizada en la tribu Aegosomatini, de la subfamilia Prioninae.

Fue descrita por Do y Drumont en 2018. La especie es aceptada y aparece registrada en una sección de la publicación A new species of Aegolipton Gressitt, 1940 from Vietnam (Coleoptera, Cerambycidae, Prioninae). Les Cahiers Magellanes (NS) 29: 65–71, 11 figs de 2018.
Mide aproximadamente 36-50 mm de longitud, con una medida estándar de 44 mm. Un ejemplar de esta especie se exhibe en el Museo de las Ciencias Naturales, en Bruselas, Bélgica.

## Distribución
Se distribuye por Asia, en Vietnam.